# Chiesa di San Cristoforo (Siena)
La chiesa di San Cristoforo è un edificio religioso cattolico che si trova in piazza Tolomei a Siena.

## Storia e descrizione

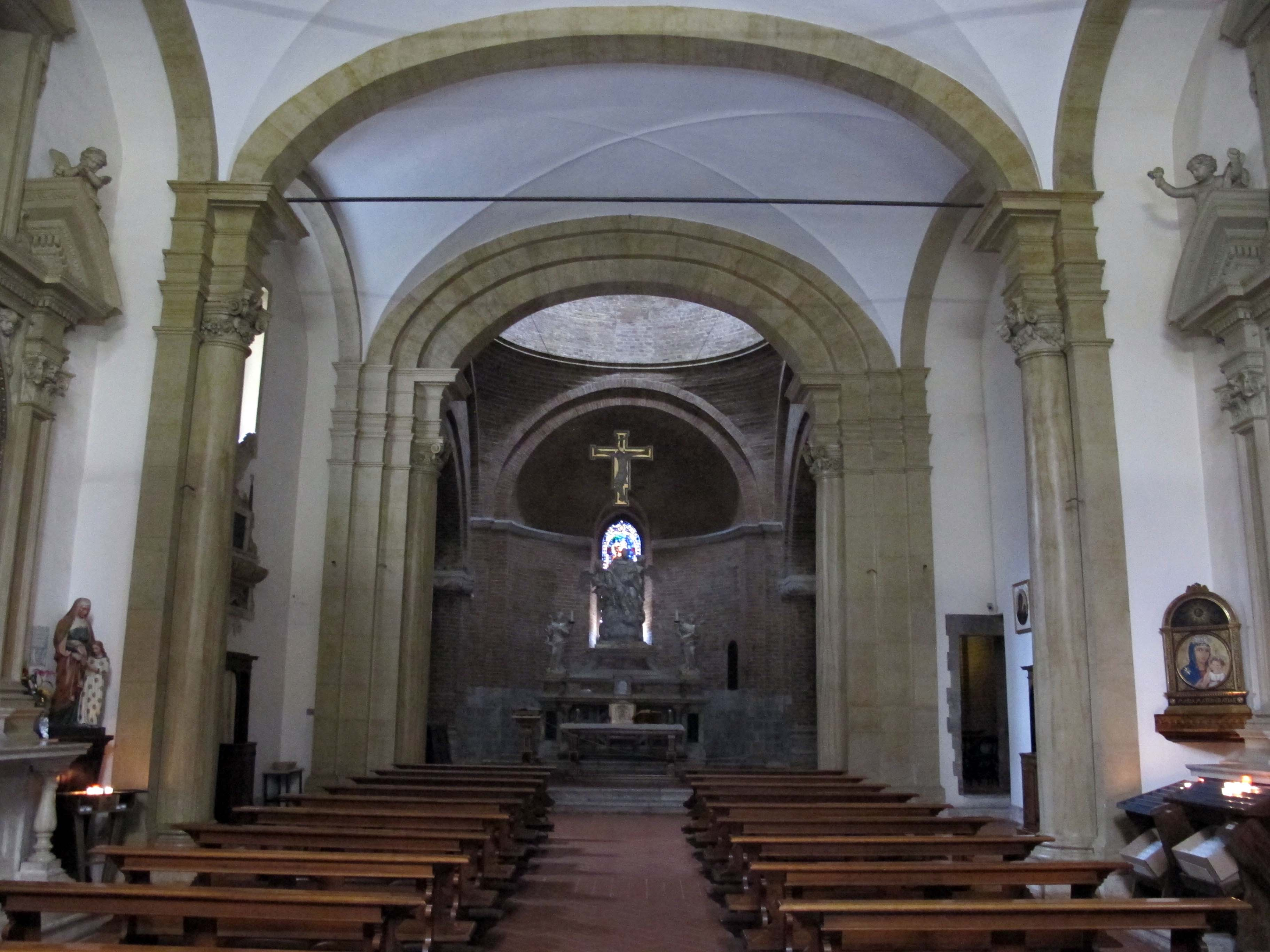
L'interno

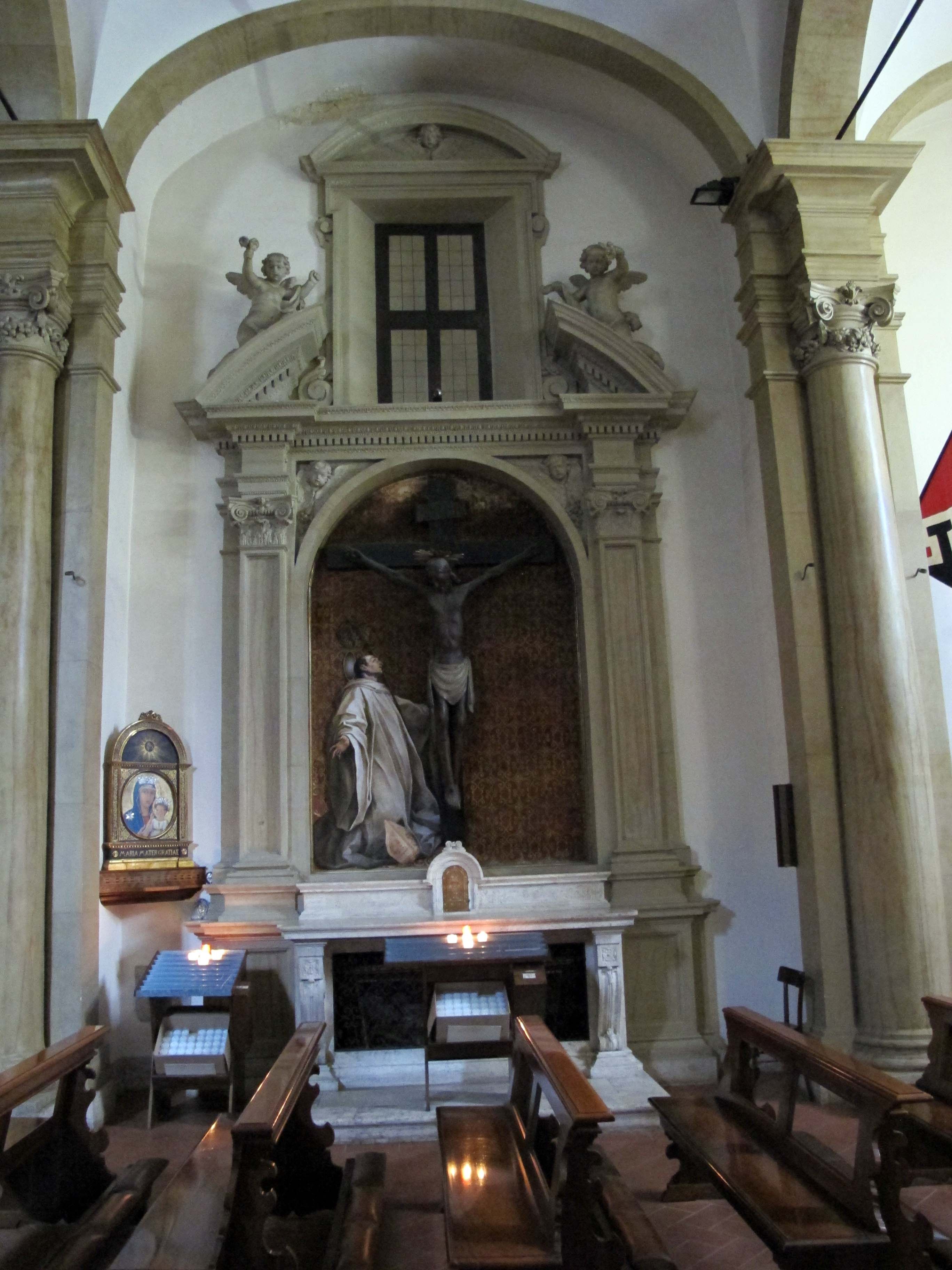
Un altare laterale

L'edificio, con pianta a croce latina, risale all'XI-XII secolo. La sua antichità e importanza è attestata dai documenti medievali che testimoniano come fosse utilizzata dalle Magistrature comunali come sede delle loro più importanti istituzioni. Prima della costruzione del Palazzo Pubblico in Piazza del Campo, nella chiesa di San Cristoforo vi si riuniva anche il Consiglio Generale della Repubblica, detto anche "di Campana", per il fatto che veniva convocato col suono di una particolare campana oggi conservata nel Museo Civico.  Fu proprio in San Cristoforo infatti che nel 1260 i Senesi decisero di muovere battaglia ai Fiorentini che minacciavano la Città quasi fin sotto le sue porte, combattendo e vincendo la celebre battaglia di Montaperti (4 settembre 1260).
Dal 1796 al 1945 la chiesa di San Cristoforo è stata anche la sede della Contrada Priora della Civetta, la quale a tutt'oggi conserva il patronato sul primo altare di destra, intitolato appunto a Sant'Antonio di Padova, compatrono della Contrada.
Antico titolo urbano, dal 1988 su provvedimento dell'arcivescovo Mario Ismaele Castellano, la parrocchia di San Cristoforo fu soppressa e il suo territorio inglobato, insieme a quelli di San Donato all'Abbadia e a San Pietro a Ovile, nella neo-eretta parrocchia dell'Insigne Collegiata di Santa Maria in Provenzano. 
Oggi la chiesa di San Cristoforo è giuridicamente configurata come Rettoria autonoma, custodita dalle suore Figlie della Chiesa e utilizzata per le attività liturgiche e pastorali degli studenti universitari.
Sia nella struttura esterna che nella decorazione interna la chiesa è stata più volte rimaneggiata nel corso dei secoli. La parte più antica, di epoca romanica, è riscontrabile in alcune tracce esterne dei muri perimetrali e nella parte absidale. La trasformazione più consistente risale tuttavia al 1798, allorché la chiesa fu gravemente danneggiata dal terremoto che colpì Siena in quell'anno. L'antica facciata crollò completamente e l'edificio fu ridotto di lunghezza. Nel 1800, per munificenza dei Conti Tolomei, il cui palazzo sorge di fronte, fu costruita la nuova facciata in forme neoclassiche, scandita da quattro colonne sovrastate da un timpano con trabeazione, opera di Tommaso e Francesco Paccagnini. La facciata si presenta oggi in laterizio, ma era inizialmente ricoperta d'intonaco verniciato, secondo il gusto dell'epoca. Le due statue nelle nicchie raffigurano San Bernardo Tolomei e la Beata Nera Tolomei, opere di Giuseppe Silini (1802). Un ultimo restauro, che ha interessato soprattutto all'interno l'area del presbiterio, è stato eseguito negli anni '90 del secolo scorso, con l'adeguamento alle attuali normative liturgiche.
Nell'interno, a navata unica e dotato di cupola, spiccano la Madonna col Bambino e i santi Luca e Romualdo di Girolamo del Pacchia (1508 circa), l'affresco con la Pietà e i simboli della Passione di Martino di Bartolomeo, e il gruppo marmoreo sull'altare maggiore, raffigurante il Transito di san Benedetto di Giovanni Antonio Mazzuoli (1693), proveniente dal monastero olivetano di San Benedetto ai Tufi, soppresso dal governo napoleonico nel 1808 e poi distrutto; è l'unica testimonianza artistica rimasta dell'antico cenobio fondato da San Bernardo Tolomei, dove egli morì contagiato dalla peste nel 1348. 
Gran parte del patrimonio artistico della chiesa di San Cristoforo è oggi conservato presso il Museo Diocesano d'arte sacra (Oratorio di San Bernardino): una Madonna col Bambino di scuola robbiana del XV secolo, il San Giorgio e il drago e il San Cristoforo, opere ambedue attribuite a Sano di Pietro, e il tondo con la Madonna e il Bambino del Maestro di Ovile.
Il piccolo chiostro, accessibile da via del Moro, è un suggestivo ambiente romanico risalente al XII secolo e ripristinato nel 1921. Secondo la tradizione, testimoniata da una lapide murata all'esterno dell'abside, vi è sepolto il poeta senese Cecco Angiolieri.